# Rivière des Créoles
Rivière des Créoles o bien Río de los Criollos es un río en el sureste de la isla y nación africana de Mauricio. Que fluye al sureste por al menos 13 kilómetros, alcanzando el océano Índico cerca de la ciudad de Mahébourg, en las coordenadas geográficas 20°24′S 57°41′E / -20.400, 57.683